# Roberto Figueroa
Roberto Figueroa (ur. 20 marca 1906 w Montevideo, zm. 24 stycznia 1989 tamże) – piłkarz urugwajski, napastnik.
Jako piłkarz klubu Montevideo Wanderers wziął udział w turnieju Copa América 1927, gdzie Urugwaj został wicemistrzem Ameryki Południowej. Figueroa zagrał we wszystkich trzech meczach – z Peru, Boliwią (zdobył 3 bramki) i Argentyną. Jako zdobywca 3 bramek został jednym z pięciu królów strzelców turnieju.
Wziął udział w Igrzyskach Olimpijskich w 1928 roku, gdzie Urugwaj zdobył złoty medal. Figueroa zagrał tylko w jednym meczu, ale najważniejszym. W powtórce finału z Argentyną, wygranej przez Urugwaj 2:1, Figueroa zdobył jedną z dwóch bramek.
Figueroa, wciąż jako gracz klubu Wanderers, był także w kadrze reprezentacji podczas fatalnego turnieju Copa América 1929, gdzie Urugwaj zajął dopiero trzecie miejsce. Nie wystąpił jednak w żadnym meczu.
Figueroa należy do najlepszych strzelców w historii klubu Wanderers – zdobył łącznie 75 bramek i znajduje się na 4. miejscu w tabeli wszech czasów klubu.
Od 2 listopada 1921 roku do 14 grudnia 1933 roku Figueroa rozegrał w reprezentacji Urugwaju 9 meczów i zdobył 6 bramek.